# Malý Milič
Malý Milič je národní přírodní rezervace v oblasti Prešov.
Nachází se v katastrálním území obcí Skároš a Slanská Huta v okrese Košice-okolí v Košickém kraji. Území bylo vyhlášeno či novelizováno v letech 1950, 1986 na rozloze 14,0500 ha. Ochranné pásmo nebylo stanoveno.
Národní přírodní rezervace je vyhlášena na ochranu typických pralesovitých porostů Miliča v Slanských vrších v dubovo-bukovém a bukovém vegetačním stupni, důležitých z vědecko-výzkumného, naučného a kulturně-výchovného hlediska. Skalná ostruha Malého Miliča se skalnatými stěnami a Šuta a hnízdy dravých ptáků